# حریز بن عثمان حمصی
حریزبن‌عثمان الحمصی (۱۶۳ ق/۷۷۹ م) از محدثان شامی مشهور و از گروه ناصبی‌ها است.

## زندگی نامه
نام کامل او حریز بن عثمان بن جبر بن ابی احمر بن اسعد الرحبی المشرقی الحمصی که کنیه مشهور او ابو عثمان است. او در زمان خلافت  عباسی وارد بغداد شده‌ است.

## جایگاه او در علم حدیث
بخاری، ابن ماجه، ابو داوود، و ترمذی از او حدیث نقل کرده‌اند. وی از طرف بسیاری از علماء رجال توثیق شده مانند: احمد ابن حنبل، یحیی بن سعید قطان، ذهبی، و ابن حجر عسقلانی. وی همچنین توسط تمامی از علمای رجال شیعی و بسیاری از علمای رجال اهل سنت تضعیف و حتی تکفیر شده است.

## شهرت در ناصبی بودن
ناصبی بودن او بسیار مشهور است. حریز هر روز صبح، و هر شب علی بن ابی‌طالب را ۷۰ بار لعن می‌کرده و از مسجد بیرون نمی‌رفت مگر آن که علی بن ابی‌طالب را هفتاد بار لعن کرده باشد. اسماعیل بن عیاش نقل می‌کند: «او با حریز از مصر تا مکه هم سفر بوده و او مدام علی را سب و لعن می‌کرده». حریز حتی تعدادی از احادیث در مورد فضیلت علی بن ابی‌طالب را تحریف کرده،مانند تحریف حدیث منزلت «انت منی بمنزلة هارون من موسی» که به نظر او عبارت صحیح این است: «انت منی بمنزلة قارون من موسی». کینۀ او نسبت به علی بن ابی طالب به جهت کشتن پدران و قوم او توسط سپاه علی بن ابی‌طالب در جنگ صفین بوده‌است.

## نظر دانشمندان معاصر
تعدادی از دانشمندان معاصر از میان اهل سنت، به توثیق حریز بن عثمان اعتراض و انتقاد کرده‌اند. دکتر بشار عواد معروف مصحح کتاب تهذیب الکمال مزی، تاریخ اسلام ذهبی، ذیل شرح حال حریز می‌نویسد که «چه طور می‌شود که ناصبی ثقه باشد؟ و چه طور می‌شود کسی که [نسبت به امام علی (ع)] بغض دارد ثقه باشد؟» و در انتهای بحث می‌نویسد: «احتجاج به احادیث حریز صحیح نیست.» به نظر محمد بن عقیل محقق معاصر اندونزیایی علت اعتماد و روایت کردن از او تعصب به باطل می‌باشد. عبد العزیز غماری یکی از مُحققین برجسته مراکشی می‌نویسد که توثیق کردن افرادی مانند حریز و تضعیف کردن اهل بیت مانند امام جعفر صادق جزء کفریات می‌باشد.